# TDiary
tDiary（ティーダイアリー）は、Web日記のツールである。
tDiaryの誕生は2001年4月20日で、コードがSourceForge.netに公開されたのは2002年2月20日である。
頭文字の「t」は、「ツッコミ(Tsukkomi)」と作者ただただしの「ただ(Tada)」に由来する。Rubyによって書かれたCGIスクリプトであり、同言語の普及に寄与した。
コメント機能の「ツッコミ」、簡易なトラックバック機能の「本日のリンク元」、CSSによる視覚スタイルの変更機能の「テーマ」などの基本的な機能を備えたWeb日記のツールである。さらにプラグインを使用することにより様々な機能を追加できるため、日記に留まらず一般的なWebサイト作成ツールとして使用されることもある。その一例としてはtDiary自身の公式サイトがある。かつてはRuby公式サイトもtDiaryで運用されていた。
もともとWeb日記のツールのため、基本は日付単位で記事が管理される（「ツッコミ」を入れられた場合も同様に日付単位での管理となる）が、Movable Typeなどのブログ用ツールのように記事単位で管理されるようにする拡張も存在する。詳しくはリリース記事を参照のこと。
テーマについては、日記システム自体のシステムの内部実装はまったく異なるものの、はてなダイアリーのそれと親和性が高く、お互いに変更なしにそのまま利用できる場合が多い。